# Sandrine Veysset
Sandrine Veysset, född 29 mars 1967 i Avignon, Provence-Alpes-Côte d'Azur, är en fransk manusförfattare och filmregissör.

## Utmärkelser
Veysset vann Louis Delluc-priset och Césarpriset för bästa långfilmsdebut 1997 för Kommer det att snöa till jul?.

## Filmografi i urval
- 1996 – Kommer det att snöa till jul? (manus och regi)
- 1998 - Victor... pendant qu'il est trop tard (manus och regi)
- 2001 - Martha... Martha (regi)
- 2006 - Il sera une fois... (manus och regi)
- 2017 - L'Histoire d'une mère (manus och regi)